# Fransk-tysk fjendskab
Fransk-tysk fjendskab (fransk: Rivalité franco-allemande, tysk: Deutsch–französische Erbfeindschaft) var ideen om at der altid ville være uundgåeligt fjendtlige relationer og gensidig revanchisme mellem tyskere (inklusive østrigere) og franskmænd. Ideen fremkom i det 16. århundrede, men blev særligt udbredt efter den fransk-preussiske krig i 1870–1871. Den spillede en vigtig rolle i Tysklands samling (uden Østrig) i 1871 og i første verdenskrig, men gik af mode efter anden verdenskrig, da Vesttyskland og Frankrig, påvirket af den kolde krig, begge blev medlemmer af NATO og det Europæiske Kul- og Stålfællesskab.